# 聖拉蒙 (智利)

聖拉蒙（西班牙語：San Ramón），是智利的城鎮，位於該國中部聖地亞哥首都大區的聖地亞哥省，始建於1984年3月17日，面積6.5平方公里，海拔高度595米，2002年人口94,906人，人口密度每平方公里15,000人。
33°32′S 70°38′W / 33.533°S 70.633°W